# Louis Belzile
Pour les articles homonymes, voir Belzile.
Louis Belzile, né le 17 avril 1929 à Rimouski et mort le 12 février 2019, à Montréal, est un artiste-peintre et sculpteur québécois du groupe des Plasticiens.

## Biographie
Louis Belzile naît à Rimouski le 17 avril 1929. De 1948 à 1952, il étudie au Ontario College of Art à Toronto auprès de Jock Macdonald. En 1953 et 1954, il prend des leçons à l'atelier André Lothe à Paris. Dès lors, il commence à tenir ses premières expositions.
À son retour au Québec, il s'installe à Montréal où il fait la rencontre de Jean-Paul Jérôme, Fernand Toupin et Rodolphe de Repentigny avec qui il partage la même vision artistique.Ensemble, ils publieront le Manifeste des plasticiens à Montréal, le 15 février 1955. Ce manifeste marque une cassure avec les Automatistes. L'année suivante, Louis Belzile devient membre fondateur de l'Association des artistes non figuratifs de Montréal. En 1958, il obtient un Baccalauréat en Arts à l'Université de Montréal. En 1960-1961, il étudie à l'École des Beaux-Arts de Montréal afin de parfaire son métier et ses méthodes d'enseignement. Il enseigne ensuite au collège des enseignants de Saint-Joseph jusqu'en 1965.
De 1965 à 1985, parallèlement à sa carrière artistique, Louis Belzile développera également sa carrière dans la fonction publique. Il est d'abord chef de la division des programmes des Beaux-Arts au ministère de l’éducation puis à l'Agence canadienne pour le développement international au ministère de l'Éducation nationale de la Côte d'Ivoire. À son retour d'Afrique, il est chargé du programme de l'enseignement télévisuel qui prend alors une place de plus en plus importante dans le réseau scolaire québécois, entre autres avec des émissions éducatives telle Passe-Partout. Il poursuit sa carrière comme journaliste et producteur pour Radio-Canada, pendant une vingtaine d'années.
Louis Belzile meurt le 12 février 2019 à l'âge de 89 ans.

## Honneurs
Il est lauréat du concours artistique du gouvernement du Québec en 1966.

## Œuvres

### Peintures
- Abstraction, 1962, huile sur toile, 114 × 145,7 cm, Musée national des beaux-arts du Québec, Québec[6].
- Radiance, 1980, acrylique sur toile, 130 × 162 cm, Musée national des beaux-arts du Québec, Québec[7].
- Le Murmure de la mémoire, 1982, acrylique sur toile, 61 × 91,2 cm, Centre d'exposition de l'Université de Montréal[8].
- Flambeau cosmique, 1988, acrylique sur toile, 121,7 × 152 cm (œuvre); 125 × 155,5 cm (avec cadre), Musée national des beaux-arts du Québec, Québec[9].

### Sculpture
- Pas de danse, 1956, tige d'acier peinte, 109,3 × 31,7 × 23,8 cm, Musée national des beaux-arts du Québec, Québec[10].

## Expositions
- Hommage aux Plasticiens, Galerie Simon Blais, 2020

## Musées et collections publiques
- Musée national des beaux-arts du Québec[11]
- Musée des beaux-arts du Canada[12]
- Musée des beaux-arts de Montréal
- Musée d'art contemporain de Montréal
- Musée du Bas St-Laurent
- Musée régional de Rimouski
- Musée d'art de Joliette
- Musée des beaux-arts de la Nouvelle-Écosse
- Musée Pierre-Boucher
- Musée des beaux-arts de l'Ontario
- Musée régional de la Côte-Nord
- Musée de Lachine
- Musée régional de Vaudreuil-Soulanges
- Musée Laurier
- Musée Louis-Hémon
- Winnipeg Art Gallery
- La Pulperie de Chicoutimi
- Musée des beaux-arts de Sherbrooke
- Université de Montréal
- Université du Québec en Outaouais
- Galerie Montcalm
- Maison du Québec à Bruxelles

## Film d'art
- 2005 : L'Intuition intuitionnée, d'André Desrochers, à l'occasion du 50e anniversaire du Manifeste des plasticiens, laisse la parole aux quatre artistes qui ont fondé le mouvement plasticien en février 1955[13],[14].